# Héléna Cazaute
Héléna Cazaute, född 17 december 1997 i Narbonne, Frankrike, är en volleybollspelare (vänsterspiker).
Cazaute började spela volleyboll som åttaåring med klubben VC Gruissan. Hon spelade sedan med franska volleybollförbundet 2013-2014 för att därefter gå över till Béziers Volley I maj 2017 skrev hon kontrakt med RC Cannes, med vilka hon vann franska cupen 2018 och blev fransk mästare 2019. Hon gick över till ASPTT Mulhouse 2019 och blev både fransk mästare och fransk cupvinnare 2021 och blev utsedd till mest värdefulla spelare i bägge turneringarna. Hon spelade med Chieri '76 Volleyball i Italien från 2021 och fram till 2023. Därefter har hon spelat med Unione Sportiva Pro Victoria Pallavolo Monza. Hon har spelat med franska landslaget sedan 2015.
Tillsammans med Aline Chamereau blev hon tvåa vid franska mästerskapet i beachvolleyboll 2013.